# Chhātāpur
Chhātāpur är en ort i Indien.   Den ligger i distriktet Supaul och delstaten Bihar, i den nordöstra delen av landet, 1 000 km öster om huvudstaden New Delhi. Chhātāpur ligger 68 meter över havet och antalet invånare är 23 425.
Terrängen runt Chhātāpur är mycket platt. Runt Chhātāpur är det tätbefolkat, med 659 invånare per kvadratkilometer. Det finns inga andra samhällen i närheten. Trakten runt Chhātāpur består till största delen av jordbruksmark.